# APAN Star Awards
APAN Star Awards (hangul: 에이판 스타 어워즈) – ceremonia rozdania nagród telewizyjnych. Organizowana jest w Korei Południowej co roku od 2012 roku jako część Daejeon Drama Festival. Inauguracyjna ceremonia K-Drama Star Awards została przemianowana na APAN Star Awards w 2013 roku (APAN to skrót od Asia Pacific Actors Network).
Nominowani do nagrody są wybierani spośród serialów koreańskich emitowanych na trzech głównych stacjach telewizyjnych (KBS, MBC i SBS), a także kanałów kablowych od 2014 roku.

## Kategorie nagród
- Wielka nagroda (kor. 대상 daesang) – dla najlepszego aktora/aktorki roku.
- Top Excellence 
  - Aktor w miniserialu
  - Aktorka w miniserialu
  - Aktor w serialu
  - Aktorka w serialu
- Excellence
  - Aktor w miniserialu
  - Aktorka w miniserialu
  - Aktor w serialu
  - Aktorka w serialu
- Najlepszy aktor drugoplanowy/Najlepsza aktorka drugoplanowa
- Najlepszy nowy aktor/Najlepsza nowa aktorka
- Najlepszy aktor dziecięcy/Najlepsza aktorka dziecięca
- Najlepsza reżyseria (kor. 연출상)
- Najlepszy scenariusz (kor. 작가상)
- Najlepsza ścieżka dźwiękowa (kor. 베스트OST상)
- Nagroda popularności (kor. 인기스타상)
- Hallyu Star Award (kor. 한류 스타상)
- Najlepiej ubrani (kor. 베스트드레서상), wcześniej Nagroda Fashionista (kor. 패셔니스타상)